# Thriambeutes nigripennis
Thriambeutes nigripennis är en tvåvingeart som först beskrevs av Günther Enderlein 1922.  Thriambeutes nigripennis ingår i släktet Thriambeutes och familjen bromsar.
Artens utbredningsområde är Kongo. Inga underarter finns listade i Catalogue of Life.